# ポート・アルバーニ
ポート・アルバーニ（英: Port Alberni）は、カナダのブリティッシュコロンビア州のバンクーバー島にある市である。アルバーニ・クラクワット地域に含まれる。人口は約17.7千人。アルバーニ入江の突端に続くアルバーニ渓谷にある。
バンクーバー島の主要ハイウェイであるアイランド・ハイウェイ（Island Highway）と内陸鉄道回廊（Island Rail Corridor）、ポート・アルバーニ空港にて他都市と連絡している。
姉妹都市:網走市（日本・北海道）

## 歴史
1790年から1792年までバンクーバー島西海岸のヌートカ湾でサンミゲル砦を指揮していたスペイン人将校、ペドロ・デ・アルバーニ（Pedro de Alberní y Teixidor）船長にちなんで名づけられた。
ポート・アルバーニとバンクーバー島西海岸は、ヌートカ族評議会のツェシャット先住民とフパカサス族先住民の伝統的な領土である。ポート・アルバーニの地名の多くはヌートカ語に由来する。スプロート湖では古代のペトログリフの彫刻が見られる。

## 交通

### 空路
- ポート・アルバーニ空港（Port Alberni (Alberni Valley Regional) Airport）

### 鉄道
- 内陸鉄道回廊：旧エスクワィモールト&ナナイモ鉄道（Esquimalt & Nanaimo Railway (E&N Railway)）。ヴィクトリアからコートニーへの路線の途上、パークスビルにて分かれたポート・アルバーニ支線の終点。2011年以降、整備のため運休中[1]。

### 高速道路
- アイランド・ハイウェイ（Island Highway）
  - ハイウェイ4号線（British Columbia highway 4）：アルバーニ・ハイウェイ、またはパシフィック・リム・ハイウェイと呼ばれている。

### 海運
- ポート・アルバーニ港（Port of Port Alberni）[2]

## 著名出身者
- キム・キャンベル